# 費希爾冰原島峰 (麥克羅伯特森地)
67°44′S 63°3′E / 67.733°S 63.050°E
費希爾冰原島峰（英語：Fischer Nunatak）是南極洲的冰原島峰，位於麥克羅伯特森地，處於亨德森山以南4公里，屬於弗拉姆山脈的一部分，海拔高度750米，挪威製圖師根據該國探險隊繪入地圖，現時由南極條約體系管理。